# KEIRINグランプリ'95
KEIRINグランプリ'95（けいりんぐらんぷりきゅうじゅうご）は1995年12月30日に立川競輪場で開催されたKEIRINグランプリである。優勝賞金5060万円。

## 出場選手
| 車番 | 選手       | 出身県 | 選考理由                                                               |
| ---- | ---------- | ------ | ---------------------------------------------------------------------- |
| 1    | 吉岡稔真   | 福岡   |                                                                        |
| 2    | 小橋正義   | 岡山   | 第48回日本選手権競輪優勝・第4回寬仁親王牌優勝                          |
| 3    | 高橋光宏   | 群馬   | 第38回オールスター競輪優勝                                             |
| 4    | 滝澤正光   | 千葉   |                                                                        |
| 5    | 児玉広志   | 香川   |                                                                        |
| 6    | 三宅伸     | 岡山   |                                                                        |
| 7    | 井上茂徳   | 佐賀   | KEIRINグランプリ'94優勝                                                |
| 8    | 松本整     | 京都   |                                                                        |
| 9    | 神山雄一郎 | 栃木   | 第46回高松宮記念杯競輪優勝・第11回全日本選抜競輪優勝・第37回競輪祭優勝 |

## 競走結果
| 着順 | 選手       | 決まり手 |
| ---- | ---------- | -------- |
| 1    | 吉岡稔真   | 捲       |
| 2    | 神山雄一郎 | 逃       |
| 3    | 井上茂徳   |          |
| 4    | 高橋光宏   |          |
| 5    | 児玉広志   |          |
| 6    | 小橋正義   |          |
| 7    | 松本整     |          |
| 8    | 滝澤正光   |          |
| 9    | 三宅伸     |          |

### 配当金額
| 車番二連勝単式 | 1-9 | 2190円 |
| 枠番二連勝単式 | 1-6 | 1600円 |

## エピソード
- 当年のレースより、車番二連勝単式車券（9月15日の立川S級シリーズから開始）の発売が実施されたが、立川競輪場本場を含め、ごくわずかな箇所でしか発売されなかった。

- GP単体の売上は、81億6077万2500円[2]。第1回から増加していた売り上げが、初めて減少となった。また、目標の100億円を大幅に下回った。

- シリーズ三日間の売り上げは200億9156万4000円と、こちらは目標の200億円を突破した[3]。
- 神山雄一郎、吉岡稔真の当時の東西両横綱時代を象徴する好レースとして今でも語り草である。人気は絶好調だった神山が故障明けの吉岡を上回ったが最後の直線で吉岡が神山をまくり切り2度目のvを果たした

### 競走データ
- 当年のGI優勝者が3名のみだった年は、これ以降2023年までなかった。

- 井上茂徳、滝澤正光が出場した、最後のKEIRINグランプリとなった。